# Кузничівська сільська рада
Ку́зничівська сільська́ ра́да — адміністративно-територіальна одиниця та орган місцевого самоврядування в Городнянському районі Чернігівської області. Адміністративний центр — село Кузничі.

## Загальні відомості
Кузничівська сільська рада утворена у 1993 році.
- Територія ради: 22,098 км²
- Населення ради: 327 осіб (станом на 2001 рік)

## Населені пункти
Сільській раді були підпорядковані населені пункти:
- с. Кузничі
- с-ще Зелене

## Склад ради
Рада складалася з 12 депутатів та голови.
- Голова ради: Лазаренко Любов Петрівна
- Секретар ради: Верхуша Валентина Василівна

### Керівний склад попередніх скликань
| Прізвище, ім'я, по батькові | Основні відомості                                                               | Дата обрання | Дата звільнення |
| --------------------------- | ------------------------------------------------------------------------------- | ------------ | --------------- |
| Лазаренко Любов Петрівна    | Сільський голова, 1967 року народження, освіта середня спеціальна, позапартійна | 26.03.2006   | 31.10.2010      |
| Лазаренко Любов Петрівна    | Сільський голова, 1967 року народження, освіта середня спеціальна, позапартійна | 31.10.2010   |                 |

Примітка: таблиця складена за даними сайту Верховної Ради України

### Депутати
За результатами місцевих виборів 2010 року депутатами ради стали:

#### За суб'єктами висування
| Суб'єкт висування | Кількість обраних депутатів | %    |
| ----------------- | --------------------------- | ---- |
| Самовисування     | 6                           | 50   |
| Партія регіонів   | 4                           | 33,3 |
| Народна партія    | 2                           | 16,7 |

#### За округами
| № округу        | Прізвище, ім'я, по батькові    | Дата визнання обраним | Освіта             | Партійна приналежність                        | Відомості про обраного депутата              |
| --------------- | ------------------------------ | --------------------- | ------------------ | --------------------------------------------- | -------------------------------------------- |
| Народна Партія  |                                |                       |                    |                                               |                                              |
| 9               | Синько Ганна Миколаївна        | 05.11.2010            | середня            | позапартійна                                  | магазин, продавець                           |
| 10              | Пилипенко Надія Павлівна       | 05.11.2010            | середня спеціальна | позапартійна                                  | Кузницька сільська рада, бухгалтер           |
| Партія регіонів |                                |                       |                    |                                               |                                              |
| 2               | Верхуша Валентина Василівна    | 05.11.2010            | середня            | позапартійна                                  | Кузницька сільська рада, секретар            |
| 3               | Пилипенко Андрій Євгенійович   | 05.11.2010            | середня            | позапартійний                                 | МП «Деревини», завгосп                       |
| 4               | Авраменко Олександр Андрійович | 05.11.2010            | середня            | позапартійний                                 | пенсіонер                                    |
| 5               | Клещенко Тетяна Анатоліївна    | 05.11.2010            | середня            | позапартійна                                  | Городнянський маслозавод, приймальник молока |
| Самовисування   |                                |                       |                    |                                               |                                              |
| 1               | Приходько Микола Володимирович | 05.11.2010            | середня            | член Всеукраїнського об'єднання «Батьківщина» | тимчасово не працює                          |
| 6               | Куліш Людмила Іванівна         | 05.11.2010            | середня спеціальна | член Комуністичної партії України             | пенсіонер                                    |
| 7               | Фільченко Світлана Василівна   | 05.11.2010            | середня            | член Всеукраїнського об'єднання «Батьківщина» | Городнянське ГОРПО, продавець                |
| 8               | Солохненко Олена Миколаївна    | 05.11.2010            | середня            | член Всеукраїнського об'єднання «Батьківщина» | приватний підприємець                        |
| 11              | Шоман Марія Миколаївна         | 31.03.2013            | середня            | позапартійна                                  | тимчасово не працює                          |
| 12              | Льовкін Юрій В'ячеславович     | 05.11.2010            | середня            | позапартійний                                 | тимчасово не працює                          |